# أزهار (مسلسل)
أزهار هو مسلسل دراما مصري من إخراج محمد النقلي وبطولة فيفي عبده، عبد الرحمن أبو زهرة، إنعام سالوسة، فادية عبد الغني، محمد كامل وخالد محمود، صدر المسلسل في 13 سبتمبر 2007.

## نبذة
تدور أحداث المسلسل في قالب درامي حول أزهار، المرأة الصعيدية التي تتزوج من أحد أفراد عائلة بينها وبين عائلتها صراع الثأر ويكون الزواج وسيلة لانهاء نزيف الدم بين العائلتين، ولكن بعد زواجها تفاجأ أزهار بما لم تتوقعه.

## طاقم العمل
- فيفي عبده بدور أزهار
- عبد الرحمن أبو زهرة بدور حسنين أبو إسماعيل
- إنعام سالوسة زوجة حسنين الأولى
- فادية عبد الغني بدور نشراح - زوجة صلاح
- محمد كامل بدور صلاح
- خالد محمود بدور وجدي
- جمال إسماعيل بدور حمدي أبو المعاطي
- رجاء حسين بدور نبوية - زوجة حمدي
- فتوح أحمد بدور رشاد
- محمد عبد الحافظ بدور راشد
- سماح السعيد بدور صفاء
- محمد وفيق بدور فواز